# Cyathea callosa
Cyathea callosa är en ormbunkeart som beskrevs av Christ. Cyathea callosa ingår i släktet Cyathea och familjen Cyatheaceae. Inga underarter finns listade.